# Baharilana koloura
Baharilana koloura är en kräftdjursart som beskrevs av Brian Frederick Kensley och Marilyn Schotte 2005. Baharilana koloura ingår i släktet Baharilana och familjen Cirolanidae.
Artens utbredningsområde är Moçambique. Inga underarter finns listade i Catalogue of Life.